# Парни с мётлами
Парни с мётлами (англ. Men with Brooms) —  канадский романтический комедийный фильм 2002 года, в котором главную роль сыграл режиссер Пол Гросс. Комедия рассказывает историю кёрлинговой команды из маленького канадского городка: завещание покойного тренера дало команде шанс воссоединиться и выиграть турнир «Золотая метла».

## Сюжет
Спортсмен-кёрлер Крис Каттер (Пол Гросс) сделал две большие ошибки: он бросил свою невесту Джули Фоли (Мишель Нолден) у алтаря и бросил свою команду по кёрлингу прямо в разгар проведения турнира «Золотая метла».
Умирающий бывший тренер Криса завещал ему вновь собрать команду и выиграть «Золотую метлу». Но чтобы сделать это, Крису требуется уговорить своего отца (в прошлом чемпиона мира по кёрлингу) стать тренером вновь созданной команды, однако это не так просто.

## Призы и награды
Фильм завоевал премию Canadian Comedy Awards в номинации «Довольно забавная режиссура», а также был представлен в двух номинациях на 23 церемонии Genie Awards.

## В ролях
| Актёр           | Роль           |
| --------------- | -------------- |
| Пол Гросс       | Крис Каттер    |
| Коннор Прайс    | Брэндон Фоли   |
| Лесли Нильсен   | Гордон Каттер  |
| Кэри Матчетт    | Линда          |
| Молли Паркер    | Эми Фоли       |
| Мишель Нолден   | Джули Фоли     |
| Питер Отербридж | Джеймс Леннокс |
| Джед Рис        | Эдди Стромбек  |
| Полли Шеннон    | Джоан          |

## Интересные факты
Участники канадской рок-группы The Tragically Hip снимались в эпизоде фильма в качестве конкурирующей команды, представляющей Кингстон (Онтарио), родной город группы. Виннипегский кёрлингист и трёхкратный чемпион Канады по кёрлингу Джефф Стоутон также сыграл эпизодическую роль, выполнив свой фирменный приём «спин-о-рама» (вращение на 360 градусов вокруг опорной ноги при броске камня).